# Trisha Greenhalgh
Patricia Mary "Trisha" Greenhalgh OBE, MA, MD, FRCP, FRCGP, FMedSci (11 de março de 1959) é uma médica de família e professora de Atenção Primária à Saúde britânica

## Biografia
Greenhalgh estudou na Folkestone Grammar School e concluiu o bacharelado em Ciências Sociais e Políticas na Universidade de Cambridge em 1980. Graduou-se em Medicina na Universidade de Oxford em 1983.
Em abril de 2010, Greenhalgh foi designada professora de Atenção Primária à Saúde e decana de Estudos de Impacto na Queen Mary University of London. Seu papel incluía formar e liderar a Unidade de Inovação e Políticas em Saúde do Centro de Ciências da Saúde de Barts e da London School of Medicine and Dentistry.
Em janeiro de 2015, Trisha Greenhalgh assumiu como professora de Ciências da Atenção Primária à Saúde e membro do Green Templeton College da Universidade de Oxford.
É pesquisadora-sênior do National Institute for Health Research.
É autora de mais de 220 publicações e 8 livros.
O seu livro mais popular, How to Read a Paper, aborda a forma de analisar artigos científicos e já foi editado algumas vezes.